# دایسوکه اوسامی
دایسوکه اوسامی (انگلیسی: Daisuke Usami) بازیکن والیبال اهل ژاپن عضو و کاپیتان سابق تیم ملی والیبال ژاپن است. اوسامی از سال ۲۰۰۱ تا ۲۰۱۳ به عنوان پاسور تیم ملی ژاپن در ترکیب ثابت حضور داشت. دایسوکه مدال طلا قهرمانی جهان ۲۰۰۹ و نقره قهرمانی جهان ۲۰۰۷ و مدال برنز جام بزرگ قهرمانان جهان ۲۰۰۹ همراه با ژاپن در کارنامه خود دارد. اوسامی در جام جهانی ۲۰۰۳ که در آن ژاپن به رتبه نهم رسیده بود به عنوان بازیکن دیدنی مسابقات انتخاب شد.